# Elezioni parlamentari in Montenegro del 2002
Le elezioni parlamentari in Montenegro del 2002 si tennero il 20 ottobre. Esse videro la vittoria del Partito Democratico dei Socialisti del Montenegro e dei suoi alleati; Milo Đukanović venne riconfermato come Primo ministro.

## Risultati
| Liste                                                                  | Voti    | %     | Seggi |
| ---------------------------------------------------------------------- | ------- | ----- | ----- |
| Lista Democratica per un Montenegro Europeo (DPS - SDP - GP - NS - LD) | 167 166 | 47,98 | 36    |
| Insieme per i Cambiamenti (SNP - SNS - NS)                             | 133 900 | 38,43 | 30    |
| Il Montenegro può (LS)                                                 | 20 365  | 5,84  | 4     |
| Coalizione Patriottica per la Jugoslavia (SRS - NSS - JUL)             | 9 920   | 2,85  | –     |
| Albanesi Insieme (DUA - DS)                                            | 8 498   | 2,44  | 2     |
| Coalizione Democratica Bosgnacca                                       | 2 466   | 0,71  | –     |
| Partito Socialista della Jugoslavia coi Comunisti                      | 2 242   | 0,64  | –     |
| Coalizione Bosgnacca                                                   | 2 173   | 0,62  | –     |
| Partito dei Risparmi e della Sicurezza Sociale                         | 851     | 0,24  | –     |
| Partito Radicale Serbo                                                 | 837     | 0,24  | –     |
| Totale                                                                 | 348 418 | 100   | 75    |